# Verwaltungsgemeinschaft Droyßiger-Zeitzer Forst

Lage der VG Droyßiger-Zeitzer Forst im Burgenlandkreis

Die Verwaltungsgemeinschaft Droyßiger-Zeitzer Forst war eine Verwaltungsgemeinschaft im Burgenlandkreis im Süden des Bundeslandes Sachsen-Anhalt. Sitz der Verwaltungsgemeinschaft war Droyßig. Am 1. Januar 2010 wurde die Verwaltungsgemeinschaft aufgelöst. Die Gemeinden gingen in der Verbandsgemeinde Droyßiger-Zeitzer Forst auf.

## Die ehemaligen Mitgliedsgemeinden mit ihren Ortsteilen
- Bergisdorf mit Golben und Großosida
- Breitenbach mit Schlottweh
- Bröckau mit Hohenkirchen
- Döschwitz mit Gladitz, Hollsteitz und Kirchsteitz
- Droßdorf mit Frauenhain, Kuhndorf, Rippicha, Röden und Zetzschdorf
- Droyßig
- Grana mit Kleinosida, Mannsdorf und Salsitz
- Haynsburg mit Goßra, Katersdobersdorf, Raba und Sautzschen
- Heuckewalde mit Giebelroth und Loitzschütz
- Kretzschau mit Näthern
- Schellbach mit Lonzig und Ossig
- Weißenborn mit Romsdorf und Stolzenhain
- Wetterzeube mit Dietendorf, Koßweda, Obersiedel, Pötewitz, Rossendorf, Schkauditz, Schleckweda und Trebnitz
- Wittgendorf mit Dragsdorf, Großpörthen, Kleinpörthen und Nedissen